# Ottomar Anschütz
Ottomar Anschütz (Lissa, Província de Poznań, Reino da Prússia, (hoje Leszno, Polônia), 16 de maio de 1846 — Berlim, 30 de maio de 1907) foi um inventor, fotógrafo e cronofotógrafo alemão, responsável por diversos estudos e criações relacionados à fotografia e ao uso da imagem em movimento.

## Biografia

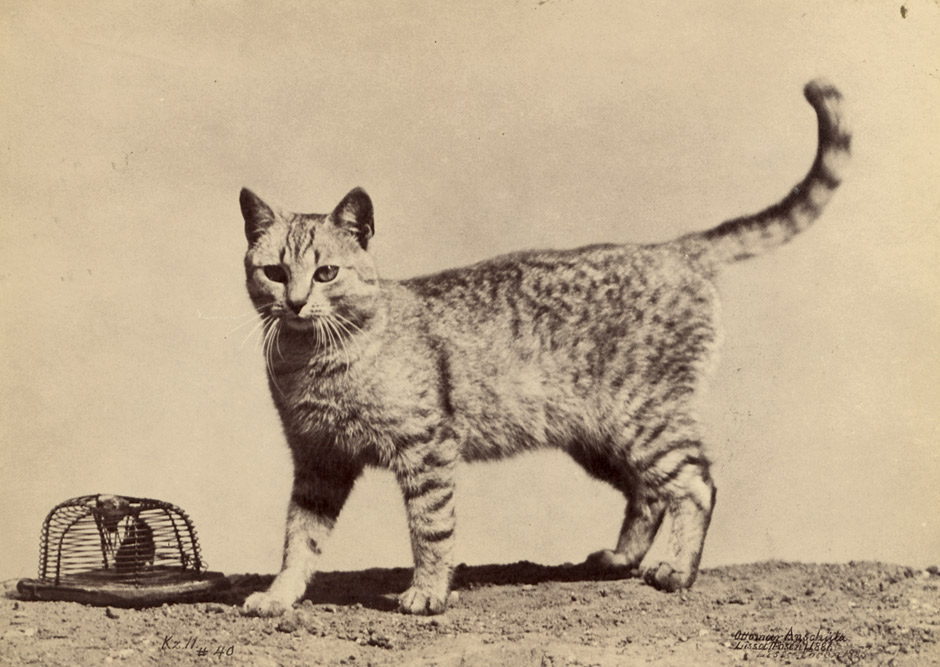
"Gato com ratoeira", uma das muitas fotografias de Anschütz com animais

Ao contrário de Étienne-Jules Marey, Georges Demenÿ e muitos outros cronofotógrafos, Ottomar Anschütz não era primariamente um cientista, mas um fotógrafo artístico comprometido com a qualidade da imagem. Filho de um pintor de decorações de parede em casas e castelos em torno de Lissa, na província prussiana de Poznań, ele montou uma câmera escura para a fotografia com placas úmidas na casa da família, mudando para as placas secas e rápidas de Monckhoven, quando estas passaram a estar disponíveis. Na década de 1880, desenvolveu uma série de obturadores rápidos, que lhe permitiram capturar objetos a 1/1000 de segundo; suas famosas fotografias de 1884 de cegonhas em voo foram uma inspiração direta para os planadores experimentais do pioneiro da aviação Otto Lilienthal no final daquela década. Realizou ainda muitos estudos com animais no zoológico de Breslávia e em outros lugares. Seu influente obturador de plano focal, de 1888, foi usado em câmeras fotográficas vendidas pela Goerz por quase trinta anos, sendo que a empresa alemã detinha os direitos exclusivos sobre o produto.
Sua câmera cronofotográfica de 1882, incorporando seu obturador rápido e uma liberação eletricamente cronometrada, era um grupo de 12 (e depois 24) câmeras projetadas por ele próprio, construídas com seu vizinho e colaborador regular, um construtor de órgãos chamado Schneider. Foi usada para tirar fotografias em série de cavalos em 1883 e, a partir de 1886, nos muitos estudos que Anschütz passou a desenvolver no Military Riding Institute, em Hannover, com o apoio do Ministério da Guerra da Prússia. Sua adaptação do Zootropo, o "Wundertrommel" ou "Schnellseher", data do mesmo ano: imagens de séries fotográficas foram montadas no interior de um cilindro vertical ou horizontal, com pequenas fendas de visualização entre as imagens. Um modelo de mesa foi vendido amplamente em 1891.
Em março de 1887, Anschütz havia desenvolvido seu "Tachyscope", um disco de vinte e quatro diapositivos de vidro de 9x12cm girados por uma manivela e iluminados intermitentemente por uma faísca de um Tubo de Geissler em espiral, que podia ser visto diretamente ou por pequenos grupos de pessoas. Uma forma posterior do mesmo instrumento era um cilindro longo (horizontal) com quatro a seis bandas de imagens em série, cada uma das quais podia ser vista através de portas individuais. Em 1891, um dispositivo motorizado e um pouco menor chamado "Electrical Schnellesher" estava sendo fabricado pela Siemens & Halske, em Berlim, como uma atração pública operada por moedas e uma máquina doméstica, e foi exibido na Exposição Eletrotécnica Internacional de Frankfurt, e também em Londres (1892) e na Feira Mundial de Chicago (1893) e em muitos outros locais: quase 34.000 pessoas pagaram para vê-lo no Parque de Exposições de Berlim no verão de 1892.
Dois anos depois Anschütz desenvolveu o seu projetor "Eletrotachyscope" , que usava dois discos de imagens e um obturador rotativo, todos movidos intermitentemente por uma engrenagem de cruz de Malta de doze lados. Ele projetou seleções de quarenta imagens em série em uma tela de 6x8m no Horsaal des Postgebaudes, em Berlim, em 25, 29 e 30 de novembro de 1894, patenteando a criação em 6 de novembro. A partir de 22 de fevereiro de 1895 iniciou testes regulares com o "Projecting Electrotachyscope", que foi fechado em uma cabine à prova de som e projetado através de uma janela de vidro para a tela de uma sala de 300 lugares no antigo prédio do Reichstag, na Leipziger Straße, em Berlim, com ingressos de 1 e 1,50 Marcos: o total de bilheterias de março foi de 5400 Marcos. Este foi o último uso conhecido do aparelho de Anschütz. Ele se tornou consultor fotográfico da família do Kaiser Guilherme II, inclusive acompanhando a família imperial em sua viagem à Palestina em 1899. Abriu uma loja de suprimentos e equipamentos fotográficos na capital alemã e voltou-se para a construção de pequenas câmeras e o incentivo à fotografia amadora, principalmente através de seu livro de três volumes "Die Photographie im Hause", publicado entre 1901 e 1902. Entre 1894 e sua morte, em 30 de maio de 1907, Anschütz recebeu 26 patentes de modelo de utilidade em vários dispositivos fotográficos, incluindo obturadores, aparelhos de câmera escura, cassetes de filmes, telas de visualização reflexa e trocadores. Com suas fotografias recebidas nos salões da Europa e dos Estados Unidos por sua excelente qualidade e notável modernidade, Anschütz foi incapaz de trabalhar com as tiras de filme de celulóide menos sensíveis e confiáveis de 1894; em vez disso, abandonou a cronofotografia, exatamente quando seu trabalho impressionava Thomas Edison, Marey e outros. Embora suas projeções animadas tenham entusiasmado amplamente o público e a imprensa, seus os padrões intransigentes significavam que ele se retirava do campo assim que o cinema nasceu.

## Anschütz e Lilienthal

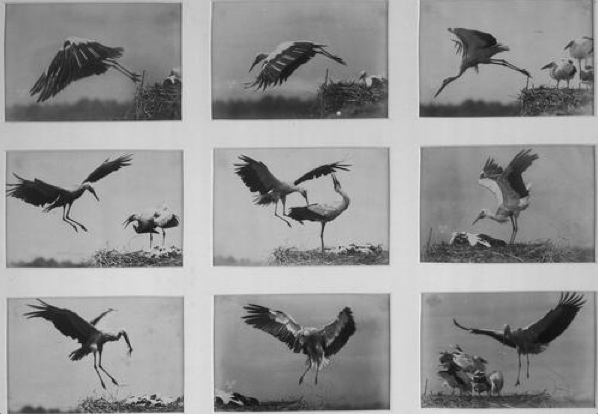
Famosa série de fotos de cegonhas de Ottomar Anschütz

Desde 1882, Ottomar Anschütz tentou obter fotografias de ação. O obturador de plano focal e o material negativo fotográfico sensível foram a chave. Instantâneos eram os pré-requisitos para imagens de coisas em movimento. Sua série de cegonhas voadoras de 1884 pertence às primeiras fotografias de ação. Em 1890, Anschütz conseguiu, com seu "Tachyscope" e seu Zootropo, reunir estudos de movimento de humanos e animais de uma maneira que as imagens começaram a se mover. Por exemplo, um homem andando, o galope de um cavalo e o voo de um guindaste.
Diretamente inspirado pelas cegonhas de Anschütz, em 1889 o engenheiro Otto Lilienthal publicou em Berlim o seu livro "O Voo das Aves como Base da Aviação". Com base nos estudos apresentados em seu livro, iniciou tentativas práticas de voar, vindo a fazer os primeiros voos de asa delta em 1891. Lilienthal usou a fotografia de maneira consistente para documentar suas experimentos, sendo que as fotografias que conhecemos são séries de diferentes máquinas voadoras feitas por anos após 1891. Lilienthal deu uma palestra na "Sociedade de Promoção da Aviação" em 16 de novembro daquele ano, sobre a qual os registros dizem: "Algumas fotografias que mostram o Sr. Lilienthal com sua planador no ar ilustram as tentativas ".

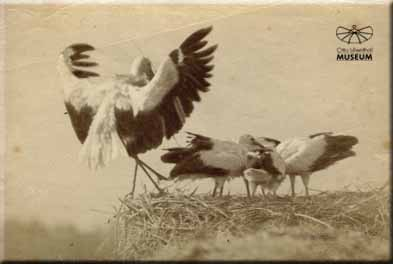
Cegonhas fotografadas por Ottomar Anschütz

Hoje são conhecidos sete fotógrafos que tiraram fotografias do voo de Lilienthal, sendo que Anschütz era um deles. Ele documentou os voos em 1893 e 1894. Outros fotógrafos foram o físico norte-americano Robert W. Wood; o russo P. W. Preobrashenski; Alex Krajewsky, que era o "fotógrafo da corte" do príncipe Ariberto de Anhalt; Richard Neuhass, o construtor da "Stegemannschen Geheimcamera" (câmera secreta de Stegemann); e o professor Carl Kassner, do Instituto Meteorológico da Prússia.

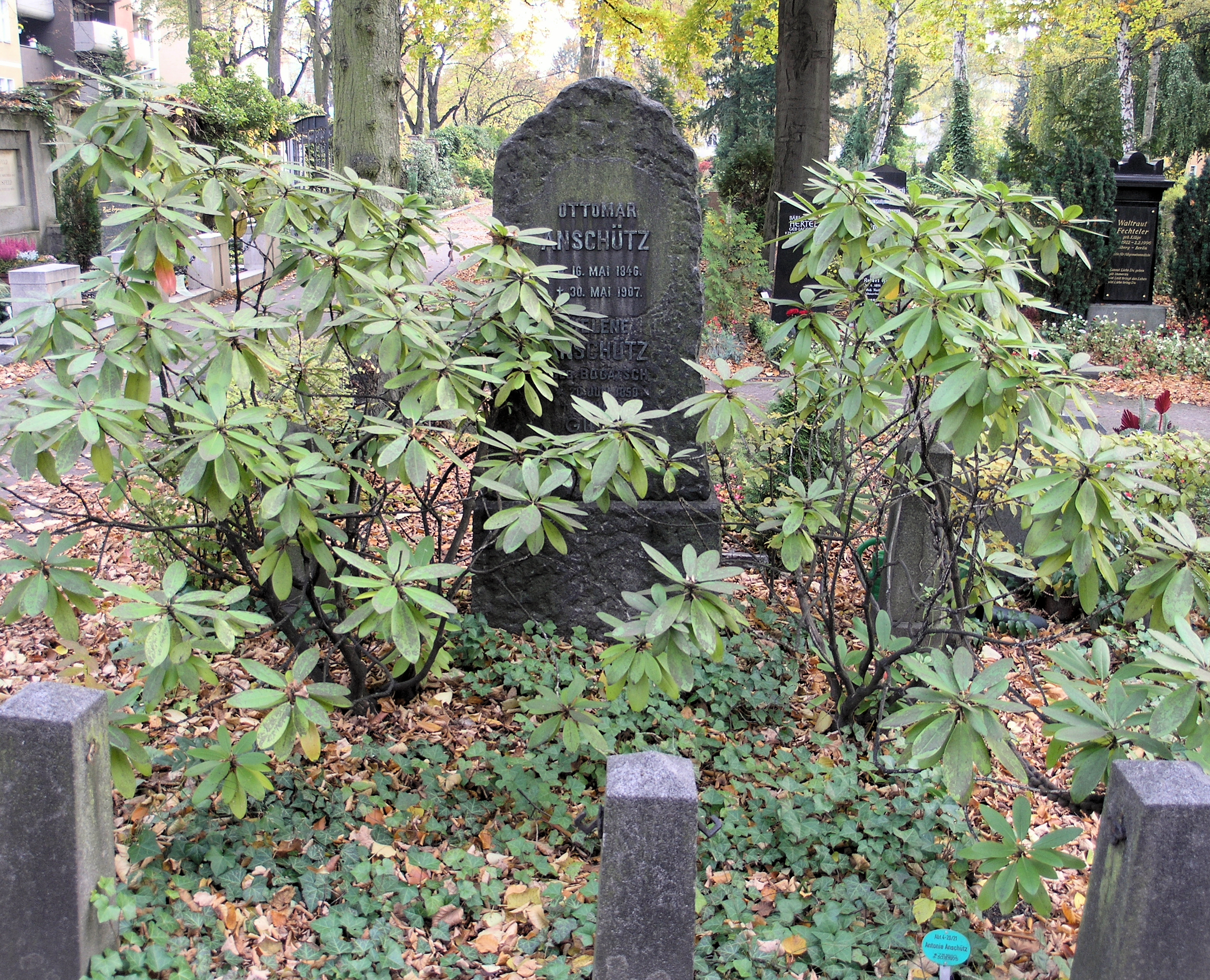
Sepultura no Friedhof Schöneberg III

Os únicos negativos preservados estavam de posse do Deutsches Museum, em Munique, e foram destruídos durante a Segunda Guerra Mundial. No entanto, em 1999 o Otto Lilienthal Museum obteve a doação de um arquivo privado da família, uma caixa com cerca de 150 fotografias originais. Hoje acredita-se que sejam a coleção pessoal do próprio Lilienthal, incluindo fotos bem apresentadas sobre decoração e papelão, até mesmo uma com dedicatória “à Agnes” (sua esposa).